# Before Today
Before Today war eine 1998 gegründete Post-Hardcore-Band aus San Diego, Kalifornien. Sie bestand bis zu ihrer Auflösung aus den Musikern Vic Fuentes (Gesang, E-Gitarre), Mike Fuentes (Schlagzeug), Joe Tancil (E-Gitarre) und Mitchell Ballatore (E-Bass).

## Geschichte
Die Band wurde im Dezember 1998 von den Brüdern Vic und Mike Fuentes in San Diego, Kalifornien unter dem Namen Early Times gegründet. Die beiden Musiker wurden von Joe Tancil und Mitchell Ballatore unterstützt. Die Gruppe musste aufgrund einer Urheberrechtsverletzung seinen Namen ändern. Die vier Musiker entschieden sich die Gruppe Before Today zu nennen. Early Times veröffentlichten jedoch mit 5.9 einen Song, welcher in Fankreisen Kultstatus erreichen konnte.
Am 16. Januar 2004 wurde bekannt, dass das US-amerikanische Label Equal Vision Records Before Today unter Plattenvertrag genommen habe. Am 21. September 2004 erschien mit A Celebration of an Ending das Debütalbum des Quartetts. Es sollte bis zur Auflösung der Gruppe im Herbst 2006 das einzige Album der Gruppe bleiben.
Nach dem Ende von Before Today gründeten Mike und Vic Fuentes im Jahr 2007 die Gruppe Pierce the Veil. Den beiden schlossen sich später Jaime Preciado (E-Bass) und Tony Perry (E-Gitarre) – beide von Trigger My Nightmare – als Musiker an.

## Diskografie
- 2004: A Celebration of an Ending (Equal Vision Records)